# Kevin McAlinden
Kevin Joseph McAlinden (Belfast, 17 novembre 1913 – Belfast, 3 aprile 1978) è stato un calciatore nordirlandese, di ruolo portiere.

## Carriera

### Nazionale
Venne convocato nella nazionale britannica che partecipò ai Giochi olimpici del 1948, disputò due dei quattro incontri giocati dalla sua nazionale in quell'edizione.

## Palmarès

### Club

#### Competizioni nazionali
- Campionato nordirlandese: 1

Belfast Celtic: 1947-1948

#### Competizioni internazionali
- Dublin and Belfast Inter-City Cup: 1

Belfast Celtic: 1947-1948